# Toni Stock
Anton „Toni“ Stock (* 21. Oktober 1936 in Nürnberg) war ein deutscher Fechter.

## Werdegang
Toni Stock stammte aus Nürnberg. Weil er sich für den Fechtsport interessierte, wurde er Mitglied im Fechtring Nürnberg. Als Fechtdisziplin wählte er das Florettfechten. Mit seinem Verein focht er sowohl im Einzel als auch im Mannschaftsfechten. 1960 wurde er bei den Deutschen Fechtmeisterschaften im Floretteinzel Dritter und gewann damit eine Bronzemedaille. Im selben Jahr wurde er für die Deutsche Fechtmannschaft für die Olympischen Spiele 1960 in Rom nominiert. Bei diesem Wettkampf erreichte die deutsche Equipe den dritten Platz und gewann damit die Bronzemedaille. Da Stock nicht zum Einsatz kam, erhielt er gemäß IOC-Statuten keine Medaille.
Für diesen Erfolg wurden er und seine Mannschaftskameraden am 9. Dezember 1960 mit dem Silbernen Lorbeerblatt ausgezeichnet.